# Distretto di Dewas
Il distretto di Dewas è un distretto del Madhya Pradesh, in India, di 1 306 617 abitanti. È situato nella divisione di Ujjain e il suo capoluogo è Dewas.